# Gisement de fer de Marquette
Le gisement de fer de Marquette est un dépôt de minerai de fer situé dans le Comté de Marquette dans le Michigan aux États-Unis. Les villes de Ishpeming et Negaunee se sont développées en résultat de l'exploration de ce dépôt, dans le  bassin du Lac Supérieur. Le minerai de fer de Marquette a été extrait en continu à partir de 1847 jusqu'à nos jours. Il est aussi connu des géologues sous le nom de "gisement de fer Negaunee".

## Histoire
La géologie du district se compose de rochers de milieu Précambrien sur un synclinal long de 33 milles (53,108352 km). Le principal minerai de fer est trouvé dans  une formation est 2 500 pieds (762 m) d'épaisseur près de Negaunee. C'est un magnétite ou de l'hématite chert. La valorisation a commencé en 1954 et cette concentration de fer dans des granules représentaient 73% de la production en 1965. Au début de l'exploration les mineurs ont utilisé des méthodes connues dans les mines à ciel ouvert , mais elles ont été remplacées par  l'exploitation minière souterraine en 1880.
Le gisement a été découvert en 1844 par un groupe de géomètres dirigé par William A. Burt, qui a constaté que la sensibilité de leur, compas produisait des résultats faussés en raison de la concentration de fer dans le pays. L'exploitation minière a commencé en 1847. Au premier abord, le minerai de fer de la Marquette a été fondu avec du charbon de bois en fonte, mais après l'ouverture du Soo Canal en 1855, le minerai de fer a commencé à être expédié vers les Grands Lacs et le port de la ville de Marquette.
Les capitalistes de Cleveland ont joué un rôle clé dans le développement du gisement de Marquette et la société Cliffs Ressources Naturelles a acquis une influence déterminante sur le gisement en 1890.

## Le fer aujourd'hui

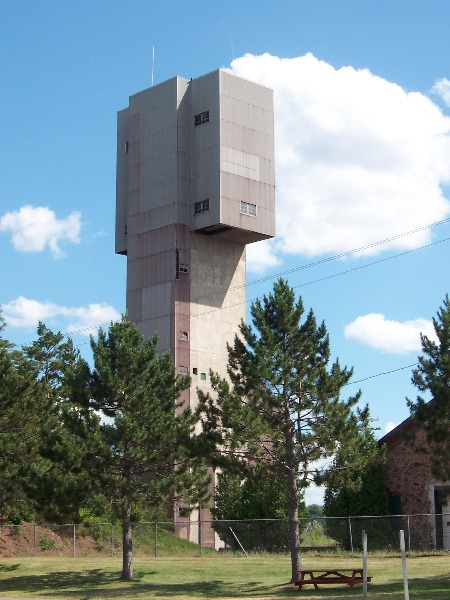
Les falaises de la Mine sur Marquette Gamme

Jusqu'en 2016, les mines ont continué à produire du minerai de fer de la Marquette. Puis la dernière mine a officiellement cessé la production le mardi 2 août 2016 et a été placé pour une durée indéterminée à l'état inactif.
Le site a été désigné comme site historique en 1957. Un musée de la Mine à Ishpeming et un autre à Negaunee ont eu pour mission de faire connaitre l'histoire du gisement de minerai de fer et de ses mineurs,.
Le sentier de randonnée de la République, à Marquette, donne également accès à la zone des sites historiques.